# Autobahn A51 (Schweiz)
Die Schweizer Autobahn A51, teils Autobahn A11 bezeichnet, auch Flughafenautobahn genannt, verläuft im Kanton Zürich, Schweiz. Von der Verzweigung Zürich Nord bis Anschluss Kloten Süd ist die Autobahn deckungsgleich mit der Nationalstrasse 11, das Stück von Kloten bis Bülach Nord ist eine kantonale Autobahn.

## «Flughafenautobahn»

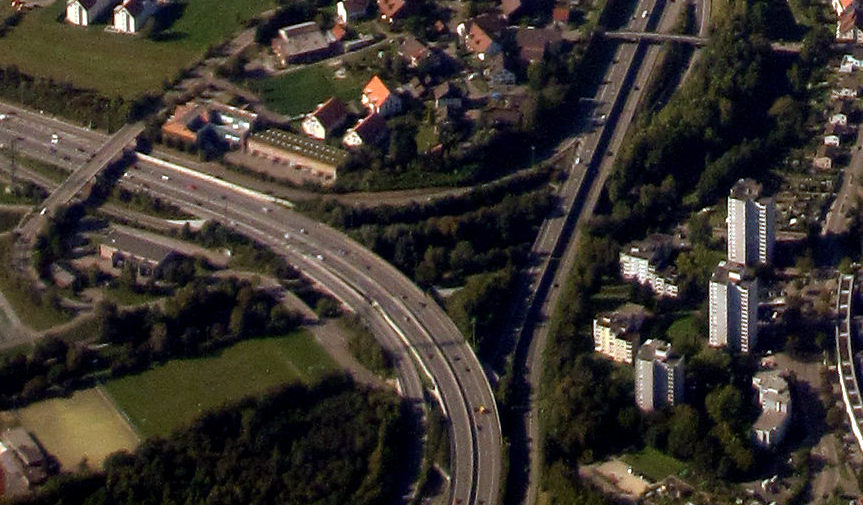
Verzweigung Zürich-Nord A1/A4 und A51, Luftbild (2009)

Das Teilstück Flughafenautobahn ist rund dreieinhalb Kilometer lang, wurde 1965 eröffnet und damals noch als Autobahn N1b bezeichnet. Es handelt sich somit um eine der ältesten Autobahnen in der Schweiz. 

Die Flughafenautobahn zweigt in der Verzweigung Zürich Nord von der Autobahn A1 ab, die hier in die Nordumfahrung Zürich übergeht. Sie führt nordwärts zum Flughafen Zürich, biegt nach Nordosten ab und endet sogleich beim Anschluss Kloten Süd. Seit 2001 geht die Flughafenautobahn in die kantonale Autobahn über, nachdem die rund ein Kilometer lange Lücke verbunden wurde.

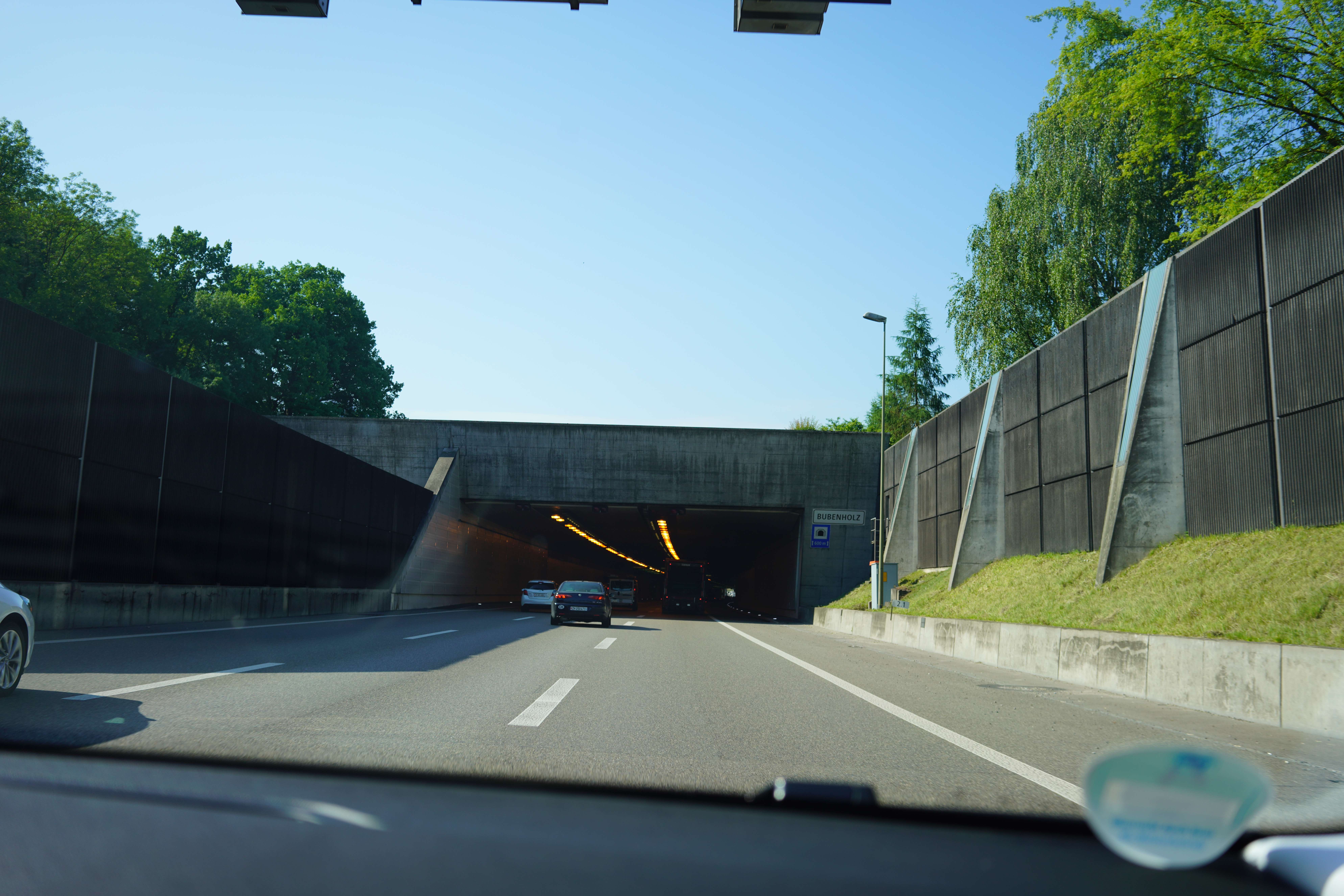
Bubenholz-Tunnel, südwärts (2017)

Ein rund 600 Meter langes Stück nördlich der Querung der Glatt, das quer durch Opfikon-Glattbrugg führt, wurde in den Jahren 2001 bis 2004 überdacht und bildet heute den Bubenholz-Tunnel. Südlich des Tunnels befindet sich der Teilanschluss Opfikon (nur nordwärts), nördlich der Anschluss Glattbrugg.

## Kantonale Autobahn «Unterlandautobahn»
Im Jahre 1968/1969 wurde die als Hochleistungsstrasse (HLS) bezeichnete Unterländer Expressstrasse durch den Bülacher Hardwald, neben der Glatt und durch die Bülacher Allmend gebaut. Mittlerweile als vierspurige Autobahn ausgebaut, führt sie als Umfahrung der Stadt Bülach von Norden westlich um Bülach herum am Ostrand des Flughafens Zürich-Kloten nach Süden, wo sie bis zur Jahrhundertwende vor der Stadt Kloten endete. Dieser Abschnitt besitzt keinen Pannenstreifen, dennoch ist er als Autobahn mit einer erlaubten Höchstgeschwindigkeit von 120 km/h signalisiert.
Der Zusammenschluss mit der Flughafenautobahn nach Zürich entschärfte den Stau in Spitzenzeiten. Um den Waffenplatz Kloten-Bülach der Schweizer Armee nicht zu zerschneiden, wurde der Zusammenschluss als Hochbau realisiert. Unter dem neuen Autobahnabschnitt sind Schulungs- und Arbeitsräume des Waffenplatzes eingebaut (genannt: AMITI).

## Geplanter Ausbau bis Kreisel Chrüzstrass
Im Durchschnitt verkehren auf der rund 2,9 Kilometer langen Strecke zwischen Autobahnende nördlich von Bülach und dem Kreisel Chrüzstrass durch den Hardwald 27‘000 Fahrzeuge pro Tag (Stand 2020). Der Kanton Zürich baut die Strecke für 94,5 Millionen Franken zu einer Mini-Autobahn (vier Spuren ohne Pannenstreifen) aus und macht den Kreisel Chrüzstrass leistungsfähiger. Der Kreisel wird abgesenkt, die beiden mittleren Fahrspuren für den Verkehr zwischen Eglisau und Bülach, der 60 % des Volumens ausmacht, werden kreuzungsfrei über den Kreisel geführt. Die beiden äusseren Spuren führen in den Kreisel. Der im kantonalen Richtplan vorgesehene Zusammenschluss mit der A50 (Umfahrung Glattfelden) wurde noch nicht realisiert.
Mit dem Bau wurde nach Verzögerungen unter anderem wegen einer Submissionsbeschwerde im Sommer 2024 begonnen. Die Inbetriebnahme ist für Herbst 2026 geplant. Der Ausbau ist eine Voraussetzung für die Realisierung der in Planung befindlichen Umfahrungsstrasse von Eglisau mit einer neuen Brücke über den Rhein.